# Хинкис, Виктор Александрович
Ви́ктор Алекса́ндрович Хи́нкис (1930—1981) — советский переводчик.

## Биография
Отец — Александр Давыдович Хинкис (1897—1981), инженер-экономист, мать — Флора Ильинична Тумаркина (1907—1953), преподавательница.
В 1936 году семья переехала в Москву. В 1938 году поступил в среднюю школу. 
В годы Великой Отечественной войны был эвакуирован в Уфу, откуда вернулся в Москву в 1944 году. В 1948 г. окончил среднюю школу и в том же году поступил на филологический факультет Московского государственного университета, который окончил в 1953 г. В том же году начал преподавать в 71-й школе рабочей молодёжи в Москве, где и работал до 1956 г. Потом в течение трёх лет, до 1959 года, работал редактором в Государственном издательстве художественной литературы (Гослитиздат). Одновременно начал пробовать свои силы в художественном переводе. В 1959 г. уволился из издательства и стал заниматься переводами. В 1966 г. принят был в Союз писателей СССР и в Литфонд. В 1971 году в издательстве «Детская литература» была издана его биографическая книга о Роджере Бэконе.
Был близок к среде диссидентов, принимал участие в судьбе Варлама Шаламова. Страдал приступами тяжелой депрессии.
Умер в 1981 году. Похоронен на Донском кладбище.

## Перевод «Улисса»
Хинкис мечтал полностью перевести роман «Улисс» Джеймса Джойса и в течение пяти лет без надежды заключить договор с каким-либо издательством переводил этот роман. В завещании 11 сентября 1978 года он написал:
Я, Хинкис Виктор Александрович... находясь в здравом уме и твердой памяти, завещаю... все рукописи, машинописные и рукописные, которые прямо или косвенно относятся к роману Джойса «Улисс», а также все книги на русском и иностранных языках, относящиеся к вышеупомянутому роману, Хоружему Сергею Сергеевичу... Доверяю их ему полностью при условии, что он сделает все возможное, дабы мой перевод был завершен любыми средствами и был опубликован в любом из советских издательств. Если это окажется невозможным по тем или иным причинам до 1981 года включительно, то уполномочиваю сделать все возможное, дабы упомянутый перевод был опубликован на русском языке в любом другом издательстве, в чём переуступаю С.С. Хоружему свое авторское право.
Незадолго до смерти в беседе о Джойсе с Екатериной Гениевой и американкой Эмили Толл он сказал: «Эмили замечательная женщина, но она не понимает наших реалий. Но вы же русская, и вы же знаете, что мое дело — труба».
Перевод романа был завершен Хоружим уже после смерти Хинкиса, на титуле стоят имена обоих переводчиков.